# Teatro Variedades
El Teatro Variedades és un teatre situat al Parque Mayer, de Lisboa (Portugal). La construcció en va començar el 1924, segons el pla d'Urbano de Castro.
Va ser estrenat el 8 de juliol de 1926 amb l'obra Pó de arroz d'Ernesto Rodrigues i Luís Galhardo. Va patir un incendi el 1966.